# Hästholmen (naturreservat)
Hästholmen är ett naturreservat i Luleå kommun i Norrbottens län.
Området är naturskyddat sedan 1997 och är 0,3 kvadratkilometer stort. Reservatet omfattar halvön Hästholmen. Reservatet består av gran- och björkskog.